# Floresta Nacional Gibi
A Floresta Nacional Gibi é uma área protegida situada no condado de Nimba, na Libéria.